# ورثينجتون
ورثينجتون (بالإنجليزية: Worthington, Iowa)‏ هي مدينة تقع في ولاية آيوا في الولايات المتحدة. تبلغ مساحة هذه المدينة 1.01 (كم²)، وترتفع عن سطح البحر 280 م، بلغ عدد سكانها 401 نسمة في عام 2012 حسب إحصاء مكتب تعداد الولايات المتحدة.

## التركيبة السكانية
قام مكتب تعداد الولايات المتحدة بتحديد بيانات التركيبة السكانية لورثينجتونفي تعداد الولايات المتحدة. في ما يلي، التركيبة السكانية حسب تعدادي 2000 و2010.

### تعداد عام 2000
بلغ عدد سكان ورثينجتون 381 نسمة بحسب تعداد عام 2000، وبلغ عدد الأسر 144 أسرة وعدد العائلات 112 عائلة مقيمة في المدينة. في حين سجلت الكثافة السكانية 1,228.9 نسمة لكل ميل مربع (474.5/كم2). وبلغ عدد الوحدات السكنية 147 وحدة بمتوسط كثافة قدره 474.1 نسمة لكل ميل مربع (183.1/كم2).
وتوزع التركيب العرقي للمدينة بنسبة 99.48% من البيض.
بلغ عدد الأسر 144 أسرة كانت نسبة 39.6% منها لديها أطفال تحت سن الثامنة عشر تعيش معهم، وبلغت نسبة الأزواج القاطنين مع بعضهم البعض 64.6% من أصل المجموع الكلي للأسر، ونسبة 11.1% من الأسر كان لديها معيلات من الإناث دون وجود شريك، وكانت نسبة 22.2% من غير العائلات. تألفت نسبة 20.1% من أصل جميع الأسر من أفراد ونسبة 7.6% كانوا يعيش معهم شخص وحيد يبلغ من العمر 65 عاماً فما فوق. وبلغ متوسط حجم الأسرة المعيشية 3.08، أما متوسط حجم العائلات فبلغ 2.65.
بلغ العمر الوسطي للسكان 37 عاماً. وكانت نسبة 27.6% من القاطنين تحت سن الثامنة عشر، وكانت نسبة 8.1% بين الثامنة عشر والأربعة وعشرون عاماً، ونسبة 27.0% كانت واقعةً في الفئة العمرية ما بين الخامسة والعشرون حتى والأربعة وأربعون عاماً، ونسبة 23.1% كانت ما بين الخامسة والأربعون حتى الرابعة والستون، ونسبة 14.2% كانت ضمن فئة الخامسة والستون عاماً فما فوق. يوجد لكل 100 أنثى 95.4 ذكر، ويوجد لكل 100 أنثى في الثامنة عشر من عمرها فما فوق 97.1 ذكر.
وكان متوسط دخل الذكور 29,167 دولار مقابل 18,846 دولار للإناث. وسجل دخل الفرد الخاص بالمدينة 14,119 دولار. وكانت نسبة 4.1% من العائلات ونسبة 3.9% من السكان تحت خط الفقر، وكان من هؤلاء نسبة 4.6% تحت سن الثامنة عشر ونسبة 11.6% في الخامسة والستين من العمر وما فوق.

### تعداد عام 2010
بلغ عدد سكان ورثينجتون 401 نسمة بحسب تعداد عام 2010، وبلغ عدد الأسر 160 أسرة وعدد العائلات 109 عائلة مقيمة في المدينة. في حين سجلت الكثافة السكانية 1,028.2 نسمة لكل ميل مربع (397.0/كم2). وبلغ عدد الوحدات السكنية 162 وحدة بمتوسط كثافة قدره 415.4 لكل ميل مربع (160.4/كم2).
وتوزع التركيب العرقي للمدينة بنسبة 98.5% من البيض و 0.2% من الأمريكيين الأفارقة.
بلغ عدد الأسر 160 أسرة كانت نسبة 31.9% منها لديها أطفال تحت سن الثامنة عشر تعيش معهم، وبلغت نسبة الأزواج القاطنين مع بعضهم البعض 56.3% من أصل المجموع الكلي للأسر، ونسبة 8.1% من الأسر كان لديها معيلات من الإناث دون وجود شريك، بينما كانت نسبة 3.8% من الأسر لديها معيلون من الذكور دون وجود شريكة وكانت نسبة 31.9% من غير العائلات. وبلغ متوسط حجم الأسرة المعيشية 3.05، أما متوسط حجم العائلات فبلغ 2.51.
بلغ العمر الوسطي للسكان 38.9 عاماً. وكانت نسبة 26.4% من القاطنين تحت سن الثامنة عشر، وكانت نسبة 5% بين الثامنة عشر والأربعة وعشرون عاماً، ونسبة 27.6% كانت واقعةً في الفئة العمرية ما بين الخامسة والعشرون حتى والأربعة وأربعون عاماً، ونسبة 27.9% كانت ما بين الخامسة والأربعون حتى الرابعة والستون، ونسبة 13% كانت ضمن فئة الخامسة والستون عاماً فما فوق. وتوزع التركيب الجنسي للسكان بنسبة 50.6% ذكور و49.4% إناث.